# Uniola
- Commons
- Wikispecies

Uniola L. é um género botânico pertencente à família Poaceae.
Na classificação taxonômica de Jussieu (1789), Uniola é o nome de um gênero botânico,  ordem  Gramineae,  classe Monocotyledones com estames hipogínicos.

## Sinonímia
| - Leptochloopsis H.O. Yates - Nevroctola Raf. | - Trisiola Raf. - Triunila Raf. nom. invál. |

## Espécies
- Uniola condensata Hitchc.
- Uniola longifolia Scribn.
- Uniola multiflora Nutt.
- Uniola palmeri Vasey
- Uniola spicata Llanos
- Uniola stricta Torr.
- «Lista completa»

## Classificação do gênero
| Sistema | Classificação                   | Referência               |
| ------- | ------------------------------- | ------------------------ |
| Linné   | Classe Triandria, ordem Digynia | Species plantarum (1753) |